# Joseph Héliodore Garcin de Tassy
Joseph Héliodore Sagesse Vertu Garcin de Tassy (25. januar 1797 i Marseille - 2. september 1878 sammesteds) var en fransk orientalist.
Efter at have studeret arabisk under Silvestre de Sacy i Paris, kastede han sig over studiet af persisk og hindustani. Ved École des langues orientales blev der oprettet et professorat for ham i sidstnævnte sprog, og han underviste i dette i omtrent 50 år. 1838 blev han medlem af Académie des inscriptions et belles-lettres, senere blev han formand for Société asiatique.
Blandt hans arbejder over hindustanisproget og dets litteratur indtager hans Discours d'ouverture, genoptrykt (1872—77) under titlen La langue et la littérature hindoustanies, en fremragende plads. Denne fra år til år førte oversigt over hindustanilitteraturen giver et godt
indblik i hele det litterære liv i det moderne Indien.
Garcin de Tassy har fremdeles udgivet en lærebog og en chrestomati i hindustani, en skildring af hindustanilitteraturen, en fransk-hindustansk ordbog og Les Aventures de Kamrup, tekst og oversættelse.
Af den persiske litteratur har Garcin de Tassy fremdraget Ferid-ed-din Attârs Fuglenes sprog ("Mantic-uttaïr", tekst og oversættelse, 1857 og 1863, hvortil La Poésie philosophique et religieuse chez les Persans tjener som indledning).
Endelig har han skrevet om arabisk-persisk verslære (La Rhétorique et la prosodie des langues de l'Orient musulman, 1873) og om islamitisk religion (L'Islamisme selon le Coran, 1874).